# Efferia eurylaris
Efferia eurylaris este o specie de muște din genul Efferia, familia Asilidae. A fost descrisă pentru prima dată de Christian Rudolph Wilhelm Wiedemann în anul 1828. Conform Catalogue of Life specia Efferia eurylaris nu are subspecii cunoscute.